# Antonio de Torres Jurado
Antonio de Torres Jurado (Almería, 13 giugno 1817 – Almería, 19 novembre 1892) è stato un liutaio spagnolo.
Torres è un personaggio molto famoso tra i chitarristi, quanto lo è Stradivari tra i violinisti. Egli contribuì in misura decisiva a fissare le dimensioni di massima, la forma, il progetto e la tecnica costruttiva della chitarra classica moderna.

## Biografia
Nato a La Cañada de San Urbano, Almería, Antonio de Padua Pedro Cayetano de Torres Jurado era figlio di Juan Ramón de Torres García, esattore di imposte locali, e di María del Carmen Jurado García. A dodici anni cominciò a fare l'apprendista carpentiere. Nell'ottobre 1833 scoppiò la prima guerra carlista, a seguito della morte del Re Fernando VII, e Torres fu chiamato alle armi, inserito nella lista con i suoi concittadini scapoli tra i 17 e 36 anni, nonostante avesse solo 16 anni (all'epoca stava finendo l'apprendistato da maestro carpentiere). Grazie ad alcuni stratagemmi del padre, Antonio fu escluso temporaneamente dalle liste di coscrizione, tornando brevemente dal servizio militare, e nel settembre 1834 fu giudicato non idoneo per ragioni di salute. Poiché solamente gli scapoli ed i vedovi senza figli erano arruolabili, la sua famiglia lo indusse a sposarsi in fretta con la figlia tredicenne di un negoziante. Così, il 16 febbraio 1835 Antonio sposò Juana María López. Ebbero presto dei figli: una nel 1836; un'altra nel 1839; nel 1842 un terzo, che morì prima dei 2 mesi. Anche la sua seconda figlia morì, nel 1842 o nel 1843. Nel 1845 sua moglie morì di tubercolosi all'età di ventitré anni. Questi furono anni difficili per Torres, spesso oberato dai debiti, mentre cercava un lavoro più remunerativo.
Anche se si discute su chi fu il maestro di Torres, alcuni affermano che, intorno al 1842, Torres abbia lavorato per José Pernas a Granada, imparando rapidamente a costruire chitarre. Ritornò presto a Siviglia e aprì in calle de Cerragería nº 7 un laboratorio, che condivise con Manuel Soto y Solares. Sebbene abbia costruito alcune chitarre nel corso degli anni 1840, fu solo nel decennio successivo che, grazie alla stima ed ai consigli del famoso chitarrista e compositore Julián Arcas, Torres fece della liuteria la sua professione. La collaborazione con Julián Arcas spinse Torres a diventare un profondo investigatore dell'arte della costruzione della chitarra. Torres arrivò alla conclusione che la tavola armonica è il fulcro della costruzione. Per accrescere il volume sonoro dello strumento, non solo costruì le sue chitarre in dimensioni maggiori rispetto a quelle del tempo, ma le realizzò con tavole più sottili e leggere, rendendole convesse in entrambe le direzioni, grazie ad un sistema di incatenatura a ventaglio che le rinforzava. Per provare la sua teoria - secondo cui era la tavola, e non le fasce ed il fondo della chitarra, a conferire allo strumento il suono - nel 1862 costruì una chitarra con fondo e fasce in cartapesta; questa chitarra, ora catalogata come FE 14, è attualmente conservata presso il Museu de la Música a Barcellona e, purtroppo, non è più suonabile. Un altro esperimento fu una chitarra costruita come un puzzle cinese, che poteva essere assemblata senza colla e che, una volta smontata, poteva entrare in una scatola per scarpe.
Una testimonianza circa la filosofia costruttiva di Torres — benché tardiva, in quanto resa ben 38 anni dopo la morte del liutaio, e piuttosto generica — è contenuta in una lettera del 29 gennaio 1931, inviata dal sacerdote Juan Martínez Sirvent (Córdoba) a Francisco Rodríguez Torres (Almería).
In essa, lo scrivente — dopo aver affermato di aver ben conosciuto Torres ed anzi di averlo più volte aiutato in delicati lavori di incollatura che il liutaio (allora sessantottenne) aveva ormai difficoltà ad eseguire da solo, a causa del tremore delle mani — dice di avergli una volta chiesto da cosa derivasse la sonorità delle sue chitarre; Torres avrebbe risposto: dalla tavola armonica, dalle caratteristiche del suo legno e dalla sua lavorazione e forma.
Dice inoltre che Torres — sollecitato, da uno dei presenti ad un pranzo, a rivelare il segreto delle sue chitarre “per i posteri” — avrebbe replicato: “... mi è impossibile lasciarlo ai posteri; me lo porterò nella tomba, in quanto è il risultato della sensibilità dei polpastrelli del pollice e dell’indice, i quali comunicano al mio intelletto se la tavola armonica è stata lavorata nel modo appropriato, per corrispondere all’idea del liutaio ed al suono voluto per lo strumento”.
Nel 1868 Torres si sposa nuovamente, con Josefa Martín Rosada. Poco dopo Torres incontra per la prima volta Francisco Tárrega che, all'età di diciassette anni, si reca appositamente a Siviglia da Barcellona per comprare una sua chitarra. Torres gli offre una modesta chitarra che aveva in negozio ma, sentendolo suonare, ci ripensa e gli propone una chitarra che aveva costruito per sé pochi anni prima.
Intorno al 1870 Don Antonio, superata ormai la cinquantina, chiude il suo negozio a Siviglia e ritorna ad Almería dove, assieme alla moglie, apre un negozio di porcellane e cristalli in Calle Real. Circa cinque anni dopo, Torres dà inizio alla sua «seconda epoca», come egli stesso indica nel cartiglio delle sue chitarre, facendo il liutaio part-time quando non si occupa del negozio. Dopo la morte della seconda moglie Josefa, nel 1883, comincia a dedicare sempre più tempo alla costruzione di chitarre, al ritmo di circa una dozzina all'anno, finché la morte non lo coglie, a 75 anni di età.

## La produzione

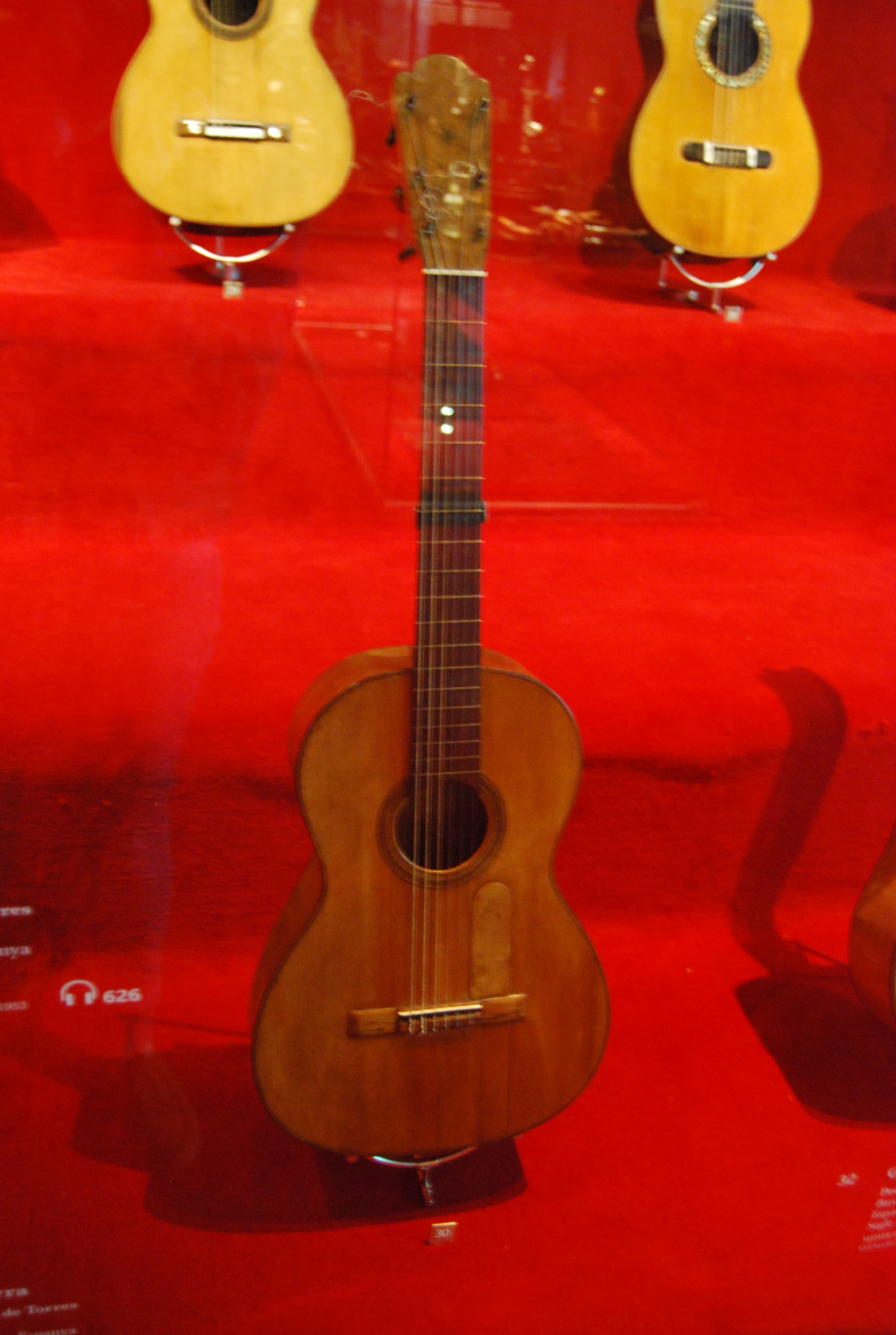
Chitarra Torres FE 14 (1862) nel Museu de la Música di Barcellona

Le chitarre di Torres vengono distinte in due epoche:
- la prima (chitarre non numerate da Torres, per le quali si fa riferimento alla catalogazione non ufficiale di José Luis Romanillos, presentata nel suo libro Antonio de Torres. Guitar Maker: His Life and Work, dove "FE" sta per First Epoque), di quando si trovava a Siviglia, dal 1852 al 1870;
- la seconda (chitarre numerate da Torres con la sigla, anteposta al numero progressivo, "SE" che sta per Segunda Epoca), dopo il ritorno ad Almería, dal 1871 al 1892.

Le chitarre che costruì erano talmente superiori a quelle dei suoi contemporanei, che il loro esempio cambiò il modo di costruire lo strumento, dapprima in Spagna, poi nel resto del mondo.  Non solo le sue chitarre (sono oltre 150 quelle di cui si ha notizia) vennero ampiamente imitate e copiate, poiché Torres non firmò mai le sue creature e numerò solamente quelle della seconda epoca; ma nel corso degli anni furono anche attribuiti a lui molti falsi, alcuni costruiti da liutai conosciuti ed esperti. 

## Lista di chitarre costruite
Qui di seguito, in ordine cronologico, un'ampia selezione tra le oltre 80 chitarre Torres giunte fino ai nostri giorni:
- chitarra con cavigliere curvo, con riccio semplificato (1852): ora presso il Musée de la Musique (Parigi, Francia), n° d'inventario E.2002.1.1;
- FE 01 (1854): fa parte della collezione di Casa Ramírez (Madrid, Spagna);
- FE 02 (1854): chitarra piriforme; fa parte della collezione Paulino Bernabé (Madrid, Spagna);
- FE 03 (1856): fa parte della collezione Pepe Romero (California, Stati Uniti d'America);
- FE 04 La Leona (1856): dal 1981 di proprietà del Dr. Erhard Hannen (Germania); è stata sottoposta, nel tempo, a vari interventi, p. es. ad opera di: [Santos?] Hernández, Madrid, 1940; Marcelino López Nieto, Madrid, 1980 circa; A. Wahl; Benno K. Streu, Friburgo in Brisgovia, 1991; è stata suonata da Wulfin Lieske e Stefano Grondona;
- I Romeros possiedono cinque chitarre di Torres, Pepe Romero possiede tre Torres, una delle quali è la FE 03 del 1856 sopra citata; Celín Romero e Ángel Romero ne possiedono una ciascuno;
- FE 07 (1857): già appartenuta ad Otto Winkler; ora nella collezione della Yale University (New Haven, Connecticut, Stati Uniti d'America);
- FE 08 (1858): già appartenuta a Mario Palmés; ora fa parte della collezione Esteban Petit Fortuny (Barcellona, Spagna);
- FE 09 (1859): posseduta da Miguel Llobet; ora presso il Museu de la Música (Barcellona, Spagna), n° d'inventario MDMB 626;
- FE 10 (1859): probabilmente appartenuta a Domingo Prat ed usata da Julián Arcas; ora nella collezione H. Beltrão (Rio de Janeiro, Brasile);
- FE 10A (1859): probabilmente appartenuta a Miguel Llobet; ora fa parte di una collezione privata (Tokyo, Giappone);
- FE 13 (1860): appartenuta a Miguel Llobet, che la utilizzò spesso nei concerti in Germania insieme alla FE09 (1859).  Fu da Llobet ceduta nella prima metà  degli anni ‘20 ad Hermann Hauser I, che la conservò per tutta la sua vita traendone ispirazione per lo sviluppo della sua celebre chitarra del 1937. La chitarra è un raro esempio di originalità del concetto di chitarra che Torres portò avanti nel periodo della Prima Epoca in quanto non ha mai subito restauri ed è ancora nelle condizioni in cui l’ha lasciata il suo costruttore. Attualmente la chitarra è parte della Collezione Raccosta (Verona, Italia);
- FE 14 (1862): chitarra con fondo e fasce in cartone (papier mâché), appartenuta a Miguel Llobet; ora presso il Museu de la Música (Barcellona, Spagna), n° d'inventario MDMB 625;
- FE 16 (1863): appartenuta ad Emilio Pujolora presso lo Institut d'Estudis Ilerdencs (Lérida, Spagna);
- FE 17 (1864): inizialmente costruita da Torres per uso personale, venne acquistata a Siviglia nel 1869 da Francisco Tárrega; fondo e fasce sono in acero; nel 1897 fu riparata da Enrique García, Barcellona; fu venduta da Vicente Tárrega (fratello di Francisco) a Domingo Prat nel 1917; ora nella collezione Prat Pallares (Barcellona, Spagna);
- FE 19 La Suprema (1864): ora presso la Fondación Francisco Godia Sales (Barcellona, Spagna);[4]
- FE 20 (1864): fa parte della collezione Narciso Yepes (Madrid, Spagna);
- FE 21 (1864): fa parte della collezione Modesto García Contreras (Almería, Spagna);
- chitarra con data 1864: ora nella collezione Félix Manzanero (Madrid, Spagna);
- chitarra con data 1864: ora nella collezione Paulino Bernabé (Madrid, Spagna);
- FE 21X (1865): già appartenuta a Daniel Fortea; ora nella collezione José Luis Romanillos (Guijosa, Sigüenza, Spagna);
- FE 23 (1867): fu riparata nel 1952 da Robert Bouchet (Parigi, Francia), che ne rimosse il tornavoz; egli la prese a modello per alcuni dei suoi strumenti;
- FE 24 (1867): ora nella collezione Sheldon Urlik (California, Stati Uniti d'America);
- FE 25 (1867): ora nella collezione della Yale University (New Haven, Connecticut, Stati Uniti d'America);
- FE 27 (1867): restaurata nel 1902 da Manuel Ramírez, Madrid; ora fa parte della collezione José Ramírez III (Madrid, Spagna);
- FE 28 (1868): sarebbe appartenuta a Julián Arcas; ora nella collezione Marcos Villanueva Nieto (Barcellona, Spagna);[5]
- SEU[6] 01 (1877): fu regalata da Torres all'amico Francisco Rueda López, fondatore del giornale "La Crónica Meridional", di Almería; ora nella collezione K. & R. Schaub-von Arb (Svizzera);
- SE 31 (1882): appartenuta a Manuel Cano Tamayo; ora presso il Gitah Bunkakan[7] (Ishioka, Ibaraki, Giappone);
- SE 33 (1882): ora presso il Musée de la Musique (Parigi, Francia), n° d'inventario E.990.7.1;
- SE 43 (1883): riparata nel 1912 da Manuel Ramírez, Madrid; ora presso il Musée de la Musique (Parigi, Francia), n° d'inventario E.963.2.1;
- SE 49 (1883): appartenuta a Francisco Tárrega; ora nella collezione Juan G. García Escobar (Madrid, Spagna);
- chitarra del (1883): ora presso il Centro de Documentación Musical de Andalucía (Granada, Spagna);
- SE 60 (1884): ora presso il Musée du Palais Lascaris (Nizza, Francia), n° d'inventario E.16;
- SE 70 La Invencible (1884): ora presso la Fundación Francisco Godia Sales (Barcellona, Spagna);[8]
- SE 83 (1885): chitarra ad 11 corde, ora presso il Musée de la Musique (Parigi, Francia), n° d'inventario E.987.1.1;
- SE 107 Bienvenida (1887): attualmente suonata da Stefano Grondona;
- SE 113 (1888): riparata da [Juan?] Estruch [Pipó?], Barcellona; ora nella collezione Bruce Banister (Stati Uniti d'America); è stata suonata da Wulfin Lieske;
- SE 114 (1888): sarebbe stata la chitarra preferita da Francisco Tárrega, stando alla sua vedova; ora nella collezione Sheldon Urlik (California, Stati Uniti d'America);
- SE 115 (1888): fa parte della collezione Emilio Pujol (Barcellona, Spagna);
- SE 116 La Itálica (1888): un tempo posseduta da Leon Farre, uno dei grandi appassionati del mondo della chitarra barcellonese nella prima metà del XX secolo. La chitarra per le sue particolari qualità sonore ricevette una speciale attenzione da parte di Miguel Llobet, Domingo Prat, Emilio Pujol e altri cultori della chitarra. Per La bellezza della sua voce Prat e Pujol gli diedero il soprannome “La Italica”, mentre Llobet la battezzò con l’epiteto “La Leona de Farre”, in onore del suo proprietario Leon Farre. La chitarra in seguito è appartenuta al liutaio barcellonese Enrique Coll (allievo di Simplicio e mentore di Fleta). La chitarra sembra uscita dalla macchina del tempo, in quanto non ha mai subito restauri ed è ancora nelle condizioni originali in cui l’ha lasciata Torres nel 1888. Attualmente la chitarra appartiene alla Collezione Raccosta (Verona, Italia);
- SE 117 (1888): restaurata nel 1989 da José Luis Romanillos; ora nella collezione José Luis Romanillos & Marian Harris (Guijosa, Sigüenza, Spagna);
- SE 129 (1889): ora nella collezione Sheldon Urlik (California, Stati Uniti d'America);
- SE 133 (1889): restaurata nel 1941 da Santos Hernández, Madrid; appartiene alla collezione Celedonio Romero (California, Stati Uniti d'America);
- SE 153 (1892): si ritiene non eseguita completamente da Torres; ora nella collezione di Carlos Trepat (Lérida, Spagna), che la usa in concerto;
- SE 155 (1892): si ritiene appartenga al gruppo di chitarre, che Torres lasciò incompiute; ora nella collezione Pieter van der Staak (Paesi Bassi).